# 勇舞者
勇舞者（英文：Dancing Brave，1983年5月11日－1999年8月2日）是生於美國、在英國訓練的競賽馬匹、種馬。生涯戰績為8-1-0-1，主要勝場包括1986年二千堅尼錦標、日蝕大賽、英皇佐治六世及皇后伊利沙伯錦標和凱旋門大賽，共4場一級賽事。父系為利法爾，母系為Navajo Princess。退役後成為種馬，代表子嗣包括司令官（Commander in Chief）、白口罩（White Muzzle）等。1991年被引入日本，代表子嗣包括協榮三月、帝皇光輝、海洋駿驥等等。

## 外部連結
- 歷史名駒系列，數字上評分最高的勇舞者 （页面存档备份，存于） - flameracing